# Thea Grosvold
Thea Grosvold (Oslo, 31 gennaio 1990) è un'ex sciatrice alpina norvegese.

## Biografia
Attiva in gare FIS dal novembre del 2005, la Grosvold esordì in Coppa Europa il 14 febbraio 2006 all'Abetone in slalom gigante e in Coppa del Mondo il 23 ottobre 2010 a Sölden nella medesima specialità (sua unica presenza nel massimo circuito internazionale), in entrambi i casi senza completare la prova. In Coppa Europa ottenne il miglior piazzamento il 5 dicembre 2010 a Kvitfjell in supergigante (6ª) e prese per l'ultima volta il via il 16 dicembre successivo a Sankt Moritz in discesa libera, senza completare la prova.
Dopo due stagioni di inattività riprese a competere in competizioni minori (gare FIS e universitarie) prevalentemente negli Stati Uniti; si ritirò durante la stagione 2015-2016 e la sua ultima gara fu uno slalom speciale universitario disputato il 21 febbraio a Red River e chiuso dalla Grosvold al 26º posto. In carriera non prese parte a rassegne olimpiche o iridate.

## Palmarès

### Coppa Europa
- Miglior piazzamento in classifica generale: 89ª nel 2011

### Campionati norvegesi
- 12 medaglie:
  - 5 ori (supergigante, combinata nel 2007; discesa libera nel 2008; discesa libera nel 2009; slalom speciale nel 2010)[2]
  - 2 argenti (discesa libera nel 2007; supergigante nel 2010)
  - 5 bronzi (slalom gigante nel 2007; slalom gigante nel 2008; discesa libera, slalom gigante, supercombinata nel 2010)